# Объект 115
«Объект 115» — проект советского среднего трёхбашенного танка, разработанного в 1938-м году в СКБ-2 Ленинградского Кировского Завода.

## Конструкция
Схема расположения башен аналогична таковой у Т-28.
Первоначально танк вооружался пушкой Л-10 калибра 76,2-мм, установленной в конической главной башне кругового вращения. В малых башнях также конической формы спаренно устанавливались 45-мм пушки и пулемёты ДТ.
После же доработки проекта танк предполагалось вооружить 76,2-мм пушкой Л-10 с боекомплектом из 76 выстрелов и тремя 7,62-мм пулемётами ДТ, которые должны были устанавливаться в главной башне. Схема расположения пулемётов в главной башне выглядела следующим образом: один справа от пушки, второй в кормовой части башни и третий на крыше. В двух малых передних башнях устанавливались 12,7-мм пулемёты ДК.
Танк собирался из катанных бронелистов толщиной от 20 до 60 мм. Листы крепились при помощи сварки. Лоб корпуса имел толщину 60 мм. Силовая установка двух вариантов: двигатель М-17Ф карбюраторный 12-цилиндровый, жидкостного охлаждения, мощностью 715 л. с. или дизель мощностью 800 л. с. при проектной массе 32-33 тонны позволял бы развивать скорость 50 км/ч. Запас хода составлял 350—400 км.
На танке спроектировали торсионную подвеску. Танк сохранил колёсно-гусеничный ход, как и Т-29. Ходовая часть состояла на один борт из 5-и опорных катков, 3-х поддерживающих роликов, переднего направляющего и заднего ведущего колеса. Три задних колеса были ведущими, три передних — управляемыми.

## Экипаж
Экипаж состоял из 6 человек:
- командира машины;
- заряжающего-радиста;
- наводчика;
- механика-водителя;
- двух пулемётчиков.

На крыше главной башни устанавливалась командирская башенка с круговым обзором.

## Судьба проекта
В 1938 году весной проектные работы по танку близились к концу. Были изготовлены рабочие чертежи.
Проекты трехбашенного танка были рассмотрены в АБТУ РККА. Однако к тому моменту уже пришли к выводу, что многобашенные танки себя изжили и «Объект 115» так и остался только на бумаге.